# Ceratobornia cema
Ceratobornia cema is een tweekleppigensoort uit de familie van de Lasaeidae. De wetenschappelijke naam van de soort is voor het eerst geldig gepubliceerd in 1966 door Narchi.